# Arthur O'Leary
Arthur O'Leary (Tralee, Irlanda, 1834 - 13 de març de 1919) fou un pianista i compositor irlandès.
Com a infant prodigi començà actuar en públic quan contava set o vuit anys, cridant l'atenció en un concert de Mendelssohn. I per consell d'aquest ingressà en el Conservatori de Leipzig, on estudià el piano amb Moscheles i composició amb Richter i Rietz. En concloure els seus estudis fou nomenat professor de la Royal Academy of Music de Londres, i més tard de la Training School for Music.
La seva obra de compositor comprèn peces per a piano, etc., la seva esposa Rosetta, també fou una notable compositora de cançons.